# Windsor megye
Windsor megye az Amerikai Egyesült Államokban, azon belül Vermont államban található. Megyeszékhelye Woodstock, legnagyobb városa Hartford. Lakosainak száma 57 753 fő (2020. április 1.). Windsor megye Orange, Grafton, Sullivan, Windham, Bennington, Rutland és Addison megyékkel határos.

## Népesség
A megye népességének változása:
| Lakosok száma | 56 597 | 56 585 | 56 125 | 56 067 | 55 737 | 57 753 |
|               | 2010   | 2011   | 2012   | 2013   | 2015   | 2020   |